# 秀水大桥 (吉林)
秀水大桥位于中国吉林省吉林市，是跨越松花江的一座桥梁，连接昌邑区和龙潭区。2012年5月开工，2014年12月15日通车。
大桥全长1360米，宽30米，双向4车道。